# Belvosia vanderwulpi
Belvosia vanderwulpi är en tvåvingeart som beskrevs av Samuel Wendell Williston  1886. Belvosia vanderwulpi ingår i släktet Belvosia och familjen parasitflugor. Inga underarter finns listade i Catalogue of Life.